# Kodeks 0158
Kodeks 0158 (Gregory-Aland no. 0158) – grecki kodeks uncjalny Nowego Testamentu na pergaminie, paleograficznie datowany na V lub VI wiek. Nieznane jest obecne miejsce przechowywania rękopisu.

## Opis
Do XX wieku zachowała się jedna karta kodeksu (30 na 22 cm) z tekstem Listu do Galatów (1,1-13).
Tekst pisany jest dwoma kolumnami na stronę, w 25 linijkach w kolumnie. Jest palimpsestem, tekst górny jest w języku arabskim.

## Tekst
Kurt Aland nie zaklasyfikował tekstu rękopisu do żadnej kategorii.

## Historia
Kodeks datowany jest na V lub VI wiek.
Rękopis był widziany w Kubbat al-Chazna, w Damaszku, obecne miejsce jego przechowywania jest nieznane.